# Mergawati
Mergawati is een bestuurslaag in het regentschap Cilacap van de provincie Midden-Java, Indonesië. Mergawati telt 3414 inwoners (volkstelling 2010).